# Estación de Villagarcía de Arosa
Villagarcía de Arosa (en gallego, y oficialmente según Adif, Vilagarcía de Arousa) es una estación de ferrocarril situada en el municipio español homónimo, en la provincia de Pontevedra, comunidad autónoma de Galicia. Cuenta con servicios de Larga y Media Distancia operados por Renfe. Cumple también funciones logísticas.

## Situación ferroviaria
Se encuentra en el punto kilométrico 48,922 de la línea férrea de ancho ibérico que une Redondela con Santiago de Compostela a 11 metros de altitud, entre las estaciones de Portela y de Catoira.

## Historia
Fue en 1863 cuando se creó la sociedad del Ferrocarril Compostelano de la Infanta Doña Isabel con el propósito de unir Santiago de Compostela con Carril-Villagarcía de Arosa. Esta sociedad fue vendida en 1866 a la The West Galicia Railway Company Limited, compañía británica que fue quien puso en marcha el mencionado tramo el 15 de septiembre de 1873 tras once años de trabajo abriendo con ello la estación de Villagarcía de Arosa. 
El 9 de septiembre de 1928, la Compañía de los Ferrocarriles de Medina del Campo a Zamora y de Orense a Vigo (MZOV) se hizo con el control de The West Galicia Railway Company Limited. Sin embargo esta situación solo duró un año tras ser absorbida la primera por la Compañía Nacional de los Ferrocarriles del Oeste. En 1941, Oeste fue nacionalizada e integrada en la recién creada Renfe quien gestionó la estación hasta la separación de Renfe en Adif y Renfe Operadora el 31 de diciembre de 2004.

## Servicios ferroviarios

### Larga Distancia
Los recorridos de Larga Distancia con parada en la estación se realizan esencialmente con trenes Alvia, que unen Madrid con Vigo.

### Media Distancia
Renfe, a través de sus servicios de Media Distancia, ofrece un elevado número de conexiones con Vigo, Santiago de Compostela y La Coruña, comercializados como MD (servicios La Coruña - Santiago de Compostela - Vigo-Urzaiz) y Regional (servicios La Coruña - Santiago de Compostela - Vigo-Guixar).